# Белавка (Круглянский район)
Бела́вка (бел. Бялаўка) — деревня в Тетеринском сельсовете Круглянского района Могилёвской области Республики Беларусь.

## Географическое положение
Деревня расположена на берегу речки Козлянка. Ближайшие деревни: Волковщина и Падар. Ближайший крупный населённый пункт — Шепелевичи, расположен в 7 км к юго-востоку. Расстояние до центра сельсовета составляет 21,5 км на восток, до города Круглое — 33,5 км на северо-восток. 
Рельеф равнинный, частично деревня окружена лесом.
Деревня состоит из прямолинейной короткой улицы, ориентированной с юго-запада на северо-восток и застроенной традиционными деревянными домами усадебного типа.

## История
По переписи 1897 года — деревня, 17 дворов. В 1909 году — деревня Эсьмонской волости Борисовского уезда Минской губернии, 12 дворов. В 1917 году — 11 дворов.
По переписи 1926 года — 14 дворов. С 20 августа 1924 года деревня в составе Белыничского района, с 12 февраля 1935 года — в составе Круглянского района, с 20 февраля 1938 года — во вновь образованной Могилёвской области. В апреле 1931 года образован колхоз «Зелёный Гай». В 1940 году — 16 дворов.
Во время Великой Отечественной войны деревня была оккупирована немецкими войсками с начала июля 1941 года по конец июля 1944 года. В декабре 1942 года деревня была полностью сожжена, 13 жителей были убиты (на месте расстрела в 1981 году поставлен памятник). После войны деревня отстроена заново.
В 1959—66 годах вновь в Белыничском районе. До 21 декабря 2011 года входила в состав Шепелевичского сельсовета.